# District de Wekilbazar
Le district de Wekilbazar est un district du Turkménistan situé dans la province de Mary. Son centre administratif est la ville de Mollanepes (en).